# NGC 179
NGC 179는 고래자리에 위치하며, 330만 광년 거리에 있는 렌즈형 은하이다. 1886년 미국의 천문학자 Francis Preserved Leavenworth에 의해 발견되었다.

## 같이 보기
- NGC 1 ~ 999 목록